# Macrocallista nimbosa
Macrocallista nimbosa is een tweekleppigensoort uit de familie van de Veneridae. De wetenschappelijke naam van de soort is voor het eerst geldig gepubliceerd in 1786 door Lightfoot.
Recent exemplaar

Rechter klep
Linker klep

Fossiel exemplaar uit het Pleistoceen

Rechter klep
Linker klep